# Gautbert
Gautbert (tyska: Gauzbert), även Gosbert, Gaudberd, Gautberti, Goibrecht, Gauthert, död mellan 860 och 874, var en östfrankisk katolsk präst och missionär, som cirka 836–845 var verksam i den kristna församlingen i Birka i Sveariket. Han var senare  biskop av Osnabrücks stift, i Östfrankiska riket.

## Biografi

### Mission i Sverige
Gautbert uppdrogs år 832 av det påvliga sändebudet för Norden ärkebiskop Ebo av Reims, som han möjligen var brorson till, att sändas till svearna. Detta skedde året efter att Ansgar hade lämnat Birka. Gautbert färdades till Birka med sin brorson, prästen Nithard. De blev välvilligt mottagna, antagligen av kung Björn, vidareutvecklade den kristna församlingen i Birka, anlade en kyrka och undervisade. 
Kring 845 uppstod dock enligt Rimbert ett motstånd mot missionen. Prästen Nithard mördades och Gautbert och andra kristna fängslades, bestals och fördrevs ut ur landet. Detta skedde dock inte på kungens befallning utan genom "en sammansvärjning bland folket", enligt Rimbert.
Gautbert behöll sina kyrkliga anspråk på Sverige, men återvände aldrig dit.
Efter en vakans på nästan sju år reste prästen Ardgar till Sveariket cirka 851–853. Församlingen i Birka hade då kommit i konflikt med den hedniska befolkningen och upplösts så när som på hövitsmannen Herigar som lätträknat undantag, varför Ardgar återupprättade församlingen.

### Biskop av Osnabrück
Han återvände till Östfrankiska riket och verkade där cirka 845–859 som biskop av Osnabrücks stift.